# Microcaecilia rabei
Microcaecilia rabei är en groddjursart som först beskrevs av Roze och Solano 1963.  Microcaecilia rabei ingår i släktet Microcaecilia och familjen Caeciliidae. IUCN kategoriserar arten globalt som otillräckligt studerad. Inga underarter finns listade i Catalogue of Life.